# Lionel Crabb
Lionel Kenneth Phillip „Buster“ Crabb, OBE, (* 28. Januar 1909 in London; verschollen seit dem 19. April 1956) war ein britischer Kampftaucher und Marineoffizier, der durch die Umstände seines Verschwindens im Hafenbecken von Portsmouth internationale Bekanntheit erlangte.

## Leben

Lionel Crabb im April 1944

Lionel Crabb kam in South London als Sohn von Hugh Alexander Crabb und Beatrice, geb. Goodall, zur Welt. Sein Vater, ein Handelsvertreter für Fotografiebedarf, kehrte nicht aus dem Ersten Weltkrieg zurück, woraufhin sich Beatrice’ Verwandter Frank Jarvis um die Familie kümmerte. Nichtsdestotrotz wuchs Crabb in Armut auf.
Nach einem kurzen Besuch des Brighton College war er von 1922 bis 1924 Kadett auf der HMS Conway, einem Schulschiff der Handelsmarine. Mit Ausbruch des Zweiten Weltkriegs ließ sich Crabb für das Militär mustern, wurde aber zur Freiwilligen Reserve der Royal Navy versetzt und dort im Umgang mit Sprengsätzen ausgebildet. 1941 begann sein aktiver Dienst in der Marine, der Einsätze auf Gibraltar, in Italien und Palästina beinhaltete. Er erreichte den Rang eines Lieutenant, wurde mit der George Medal ausgezeichnet und zum Order of the British Empire ernannt. Crabbs fachliche Fähigkeiten als Sprengmeister brachten ihm Respekt ein, er galt aber zugleich als unsportlich und konditionsschwach, was u. a. auf seinen Alkohol- und Nikotinkonsum zurückgeführt wurde.
1952 heiratete Crabb Margaret Player, die Ehe wurde aber bereits 1955 wieder geschieden. Im gleichen Jahr trat er aus Altersgründen aus der Navy aus. Der Wiedereinstieg ins Zivilleben fiel Crabb schwer, er dachte zeitweise an Suizid. Außerdem litt er unter Geldsorgen.

## Crabbs Verschwinden
Am 17. April 1956 mieteten Crabb und der MI6-Agent Bernard Sydney Smith im Hotel „Sallyport“ im Portsmouth ein Zimmer, einen Tag, bevor der sowjetische Kreuzer Ordschonikidse in Begleitung der Zerstörer Smotriaschi und Sowerschenni im Hafen der Stadt vor Anker ging. An Bord befanden sich der KPdSU-Vorsitzende Nikita Chruschtschow und der sowjetische Ministerpräsident Nikolai Bulganin, die zu einem Staatsbesuch eintrafen. Crabb unternahm noch am selben Tag Tauchgänge in der Nähe des Schiffes. Kurz nach Sonnenaufgang des 19. April tauchte er für einen kurzen Zeitraum erneut, diesmal unter die Ordschonikidse. Nach Rücksprache mit Smith unternahm er einen weiteren Gang, kehrte aber nicht wieder an die Wasseroberfläche zurück.
Die sowjetische Delegation fuhr am 29. April wieder ab. Am gleichen Tag erklärte die britische Admiralität Crabb für vermisst und vermutlich tot, angeblich habe er sich zu diesem Zeitpunkt aber zwecks einer Übung in Stokes Bay, mehrere Meilen westlich des Hafens von Portsmouth, befunden. Am 4. Mai protestierte die sowjetische Regierung beim britischen Außenministerium, da ein Froschmann am Morgen des 19. April um 07:03 Uhr in der Nähe des Schiffes gesehen worden war. Dies wurde durch ein Interview des sowjetischen Admirals Kotow in der Prawda publik. Premierminister Anthony Eden betonte vor dem Unterhaus, nachdem der Abgeordnete John Dugdale um Informationen ersucht hatte, dass Crabb zwar an der Orschonikidse getaucht habe, die Mission aber ohne Wissen der Regierung erfolgt sei. Er kündigte zugleich disziplinarische Schritte an, vertrat jedoch gleichzeitig den Standpunkt, dass es nicht im öffentlichen Interesse liege, die Umstände aufzuklären. Bernard Smith zog sich aus der Öffentlichkeit zurück, der Leiter des MI6, Sir John Alexander Sinclair, erklärte seinen Rücktritt.
Am 9. Juni 1957 wurde in der Nähe von Pilsey Island, einer Insel im Hafenbecken von Chichester, die Leiche eines Mannes im Taucheranzug entdeckt. Kopf und Hände waren abgetrennt, sodass eine zweifelsfreie Identifizierung nicht möglich war. Weder Crabbs Exfrau noch seine Lebensgefährtin Pat Rose wollten sich bei der Leichenschau festlegen. Der Froschmann Sidney Knowles, ein langjähriger Bekannter des Vermissten, bestätigte zwar, dass es sich bei der Leiche um ihn handelte, widerrief diese Aussage aber öffentlich im Jahr 2006, da er unter dem Druck des MI5 gehandelt habe. Der Leichnam fand unter Crabbs Namen auf dem „Milton Cemetery“ in Portsmouth die letzte Ruhe. Zehn Jahre nach dem Fund wurde am Hafen von Chichester außerdem ein menschlicher Schädel entdeckt, der aber nicht mit Sicherheit dem Torso zugeordnet werden konnte.
Die den Fall betreffenden Akten sind für einen Zeitraum von 100 Jahren gesperrt, das Gästebuch des Hotels, in dem Crabb und Smith eincheckten, galt lange als verschollen. Lomond Handley, eine Verwandte Crabbs, warf den Beteiligten Jahre später vor, den Vermissten im Stich gelassen zu haben, und forderte eine Öffnung der Dokumente. 2015 wurden einige Unterlagen zur Sichtung freigegeben, aus denen hervorging, dass den Beteiligten bei der Geheimhaltung der Operation Fehler unterliefen. Ein eindeutiger Hinweis auf Crabbs Verbleib ergab sich jedoch nicht.

## Theorien
Crabbs Verschwinden wurde in der Folgezeit zum Objekt verschiedener Theorien und Vermutungen.
Gerüchten zufolge habe der britische Geheimdienst Crabb getötet, um seine Tauchgänge an der Ordschonikidse geheim zu halten. Außerdem sollte verhindert werden, dass der ehemalige Offizier öffentlich über frühere Operationen spricht, was nach seiner Demobilisierung bereits geschehen war. Nach späteren Aussagen von Knowles seien er und Crabb z. B. im Oktober 1955 nachts am Hafen von Portsmouth getaucht, als der sowjetische Kreuzer Swerdlow dort ankerte. Als kontrovers gilt auch, dass Crabb von einem Mitarbeiter des MI6 begleitet wurde, da diese Geheimdienststelle ausschließlich für die Auslandsaufklärung zuständig ist.
Es wurde auch spekuliert, Crabb sei von sowjetischen Froschmännern aufgegriffen und zum Dienst in der sowjetischen Marine aufgefordert worden, worin er trotz seiner politisch rechtsgerichteten Haltung eingewilligt habe, um nicht als Spion oder Saboteur hingerichtet zu werden. Dafür sprachen auch ähnlich lautende Berichte in der bundesdeutschen Presse sowie ein in einer sowjetischen Militärzeitschrift veröffentlichtes Foto, das einen Leutnant Lew Lwowitsch Korabljow zeigte, bei dem es sich möglicherweise um den Vermissten handelte. Ferner sollen Matrosen der Ordschonikidse behauptet haben, das Schiffslazarett sei auf der Rückfahrt schwer bewacht worden. In diesem Zusammenhang kam auch der Vorwurf auf, Crabb sei von vornherein ein Doppelagent gewesen.
Andere Gerüchte besagten, Crabb habe eine Mine, die möglicherweise von einer antisowjetischen Exilantengruppe an dem Schiff befestigt worden war, entfernen wollen und sei dabei umgekommen.
Sowjetische Offiziere in Berlin sollen ferner behauptet haben, ein starkes magnetisches Gerät an dem Kreuzer habe Crabb festgehalten und so zu seinem Ertrinken geführt.
Im Jahr 2007 trat der ehemalige sowjetische Froschmann Eduard Kolzow mit der Behauptung an die Öffentlichkeit, er habe Crabb getötet, als dieser eine Mine am Schiff befestigen wollte. Dafür sei ihm der Orden des Roten Sterns verliehen worden, die Honorierung fand aufgrund der Umstände heimlich statt.

## Verarbeitung in Literatur und Film
Marshall Pugh verarbeitete Crabbs Leben noch im Jahr seines Verschwindens zu dem Sachbuch „Frogman: Commander Crabb’s Story“, das die Grundlage für William Fairchields Film The Silent Enemy (deutscher Filmtitel: „Froschmann Crabb“) lieferte.
Das Verschwinden Lionel Crabbs inspirierte den britischen Autor Ian Fleming zu seinem James-Bond-Roman Feuerball.

## Trivia
Lionel Crabbs Spitzname „Buster“ geht auf den US-amerikanischen Taucher und Schauspieler Buster Crabbe zurück.
Crabb galt als Exzentriker, der seinen Taucheranzug sogar unter der Kleidung oder im Bett trug.